# أتسك ياماناكا
أتسك ياماناكا (باليابانية: 山中 惇希) (مواليد 6 مايو 2001) هو لاعب كرة قدم ياباني.

## وصلات خارجية
- أتسك ياماناكا على موقع رابطة كرة القدم اليابانية للمحترفين (اليابانية)
- أتسك ياماناكا على موقع قاعدة بيانات كرة القدم.إي يو (الإنجليزية)
- أتسك ياماناكا على موقع Soccerway.com (الإنجليزية)
- أتسك ياماناكا على موقع عالم كرة القدم.نت (الإنجليزية)